# Озерки (Атюр'євський район)
Озе́рки (рос. Озёрки, ерз. Озерки) — селище у складі Атюр'євського району Мордовії, Росія. Входить до складу Атюр'євського сільського поселення.
Населення — 3 особи (2010; 6 у 2002).
Національний склад станом на 2002 рік:
- росіяни — 100 %